# Kaliwal, Savanur
Kaliwal là một làng thuộc tehsil Savanur, huyện Haveri, bang Karnataka, Ấn Độ.